# پهنه سازگاری
در زیست‌شناسی تکاملی، از پهنه (از انواع پهنه تکاملی) برای نمایش رابطه بین ژنوتیپ‌ها و بخت تکثیر آن استفاده می‌شود. سازگاری به تناسب میان ژنوتیپ یا فنوتیپ یک ارگانیسم زنده با زیستگاه آن اشاره دارد. نام پهنه یا قلمرو به خاطر شباهت آن به ناهمواری‌های زمینی به آن داده شده‌است. در واقع این پهنه شامل پستی و بلندی‌هایی شبیه به قله و درّه است. نقاط موجود بر رؤس سطح نشان دهنده گستره ژنوتیپ‌های ممکن هستند و ارتفاع ناهمواری‌ها معرف میزان سازگاری. ژنوتیپ‌هایی که مشابه یکدیگر هستند در یک محدوده و ژنوتیپ‌های متفاوت دور از یکدیگر هستند. پهنه سازگاری استعاره‌ای است که سعی دارد ما را در درک نقص‌های موجود در تکامل بر مبنای انتخاب طبیعی کمک کند.
ایده مطالعه تکامل با تجسم بخشیدن به توزیع مقادیر سازگاری به شکل یک پهنه از ناهمواری‌ها برای اولین بار به وسیله سوال رایت در سال ۱۹۳۲ مطرح شد. در مسئله بهینه‌سازی تکاملی، پهنه سازگاری شیوه‌ای است برای آزمودن تابع سازگاری برای همه پاسخ‌های بالقوه (به تصویر زیر مراجعه کنید).

## در زیست‌شناسی

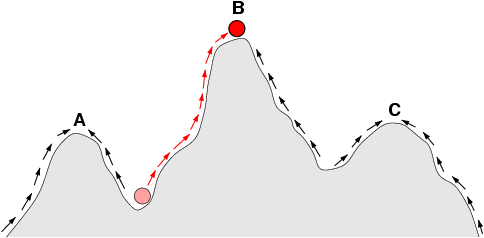
طرح پهنه سازگاری. فلش نشانگر جریان مورد نظر جمعیت در پهنه است و A و C نقاط بهینه محلی هستند. دایره قرمز نشانگر جمعیتی است که از یک مقدار سازگاری بسیار پایین به بالای یک قله منتقل شده‌است.

در همه روش‌های ترسیم پهنه سازگاری ارتفاع همواره نشانگری ضمنی برای میزان سازگاری است. اما برای توصیف دو بعد دیگر سه شیوه متفاوت وجود دارد، اگرچه در همه موارد فاصله بین دو نقطه نشانگر و استعاره‌ای از درجه عدم شباهت است.
پهنه‌های سازگاری غالباً به صورت پهنه‌ای از تپه‌ها به تصویر کشیده می‌شوند که در آن قله‌های ناحیه‌ای (نقاطی که از آن همه مسیرها به پایین‌دست یا سازگاری کمتر سرازیر می‌شوند) و دره‌ها ناحیه‌ای (مناطقی که بیشتر مسیرها از آن به سمت بالادست می‌روند) وجود دارند. پهنه سازگاری که از چندین قله ناحیه‌ای که توسط دره‌های عمیق احاطه شده‌اند تشکیل شده‌است را «ناهموارهای شدید (Rugged)» می‌نامند. اگر همه ژنوتیپ‌ها دارای درجه تکثیر یکسان باشند، پهنه سازگاری آن مسطح خواهد بود. معمولاً یک جمعیت تکامل یابنده، به وسیله مجموعه‌ای از تغییرات ژنتیکی کوچک، مسیر سربالایی را خواهند پیمود تا به یک نقطه بهینه ناحیه‌ای دست پیدا کنند.
سه شیوه برای صورت بندی پهنه سازگاری وجود دارد، که در آن‌ها از ژنوتیپ، فروانی الل یا فنوتیپ برای آرایش فضای حالت استفاده می‌شود:

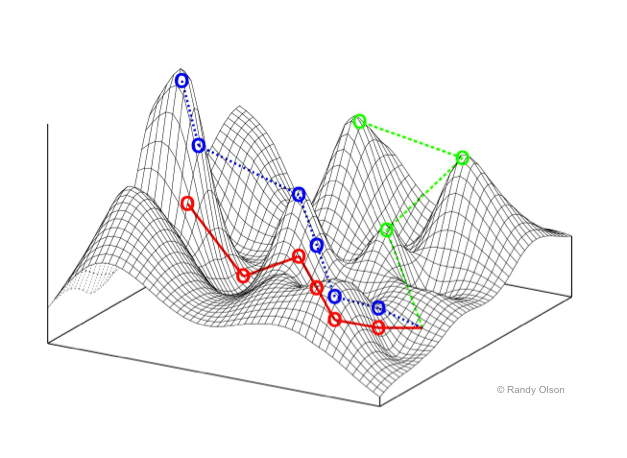
تجسم دو بعد از پهنه سازگاری. بردارها مسیرهای جهشی مختلفی را نشان می‌دهد که جمعیت می‌توانند در حین تحول در پهنه سازگاری بپیماید.

### پهنه سازگاری بر اساسژنوتیپ
Wright فضای ژنوتیپی را به عنوان یک ابرمکعب تجسم کرد. هیچ «بعدی» متوالی ژنوتیپی تعریف نشده‌است. در عوض، شبکه‌ای از ژنوتیپ‌ها به صورت دوسویه با هم مرتبط هستند.
مدل NK از استوارت کافمن در این دسته‌بندی از پهنه سازگاری قرار می‌گیرد. تکنیک‌های نوین‌تر تحلیل شبکه مانند نمودار انتخاب - جاذبه وزنی (SWAG) از فضای ژنوتیپ بدون بعد استفاده می‌کنند.

### پهنه سازگاری بر اساسفراوانی الل
در محاسبات Wright سازگاری را به صورت تابعی از فراوانی آلل توصیف شده‌است. در آن هر بعد یک فراوانی الل را در یک ژن متفاوت توصیف می‌کند و از ۰ تا ۱ می‌تواند باشد.

### پهنه سازگاری بر اساسفنوتیپ
در نوع سوم پهنه سازگاری، هر بعد یک ویژگی خاص فنوتیپی را نشان می‌دهد. بنابر مفروضات ژنتیک کمی، ابعاد فنوتیپی بر ژنوتیپ‌ها تجانس‌پذیر هستند. به عنوان نمونه‌ای از پهنه‌های سازگاری مبتنی بر فنوتیپ تصاویر زیر را مشاهده کنید.

## در بهینه‌سازی تکاملی
به جز رشته زیست‌شناسی تکاملی، مفهوم پهنه سازگاری در روش‌های بهینه‌سازی تکاملی مانند الگوریتم‌های ژنتیکی یا راهبردهای تکاملی اهمیت پیدا کرده‌است. در بهینه‌سازی تکاملی، سعی می‌شود با تقلید از دینامیک تکامل بیولوژیکی، مشکلات دنیای واقعی (مثلاً مشکلات مهندسی یا لجستیک) را حل کنند. به عنوان مثال، یک کامیون تحویل با تعدادی آدرس مقصد می‌تواند مسیرهای مختلف زیادی را طی کند، اما تنها تعداد اندکی از آن‌ها زمان رانندگی را کمینه می‌کنند.
به منظور استفاده از بهینه‌سازی تکاملی، لازم است برای هر پاسخ بالقوه (به عنوان مثال، تمام مسیرهای امکان‌پذیر برای خودرو حمل بار) میزانی از «مطلوبیت» تعریف شود. این کار به وسیله تعریف یک تابع نرده‌ای انجام می‌شود. کارکرد یک تابع نرده‌ای (f(s آن است که در ازای یک رشته از حالت‌ها s یک عدد ساده ۰٫۳=(f(s را برگرداند (به عنوان می‌تواند در ازای یک فهرست از ترتیب آدرس‌های خودرو حمل بار میزان متغیر مطلوب که صرف جویی در زمان است را نشان دهد) که به آن تابع سازگاری نامیده می‌شود.
ارتفاع (f(s نشان می‌دهند تا چه اندازه پاسخ s مناسب است. در مثال خودور حمل بار، (f(s می‌توان تعداد محموله‌های تحویل داده شده در یک ساعت برای مسیر s باشد. بهترین پاسخ یا پاسخ قانع کننده به این شیوه پیدا می‌شود که ابتدا مجموعه‌ای از پاسخ‌های تصادفی ایجاد می‌شود، سپس به آن‌ها را جهش داده، بر اساس بیشترین ارتفاع سازگاری انتخاب می‌کنند. تا آنجا که یک پاسخ رضایت بخش ایجاد شود.
تکنیک‌های بهینه‌سازی تکاملی به ویژه در مواقعی که تعیین مطلوبیت یک پاسخ یکتا آسان باشد، اما آزمودن تک تک پاسخ‌های ممکن دشوار باشد، کار آمد هستند (به عنوان نمونه مشخص کردن زمان برای یک مسیر تحویل بار آسان است اما وقتی مقصدها زیاد باشند بررسی همه مسیرهای ممکن دیگر عملیاتی نخواهد بود).
مفهوم تابع نرده‌ای سازگاری همچنین با مفهوم تابع پتانسیل یا تابع انرژی در فیزیک مطابقت دارد. این دو مفهوم تنها از این بابت با یکدیگر تفاوت دارند که فیزیکدانان از پیش به صورت قرار دادی بر رو کمینه کردن تابع پتانسیل تمرکز داشته‌اند، در حالی که زیست شناسان بر بیشینه کردن سازگاری توافق کردند؛ بنابراین، وارونه کردن یک تابع پتانسیل، آن را به یک تابع سازگاری تبدیل می‌کند و بالعکس.

## محدودیت‌ها و هشدارها
چند نکته دربارهٔ استفاده از این روش وجود دارد. از آنجا که تجسم بیش از سه بعد برای ذهن انسان دشوار است، هنگام بحث دربارهٔ پهنه‌های سازگاری چنین بعدی، توپولوژی‌های سه بعدی می‌توانند گمراه کننده باشند. مثلاً ما نمی‌دانیم که در پهنه سازگاری زیستی که در طبیعت وجود دارد، آیا قله‌ها در این پهنه‌های چند بعدی واقعاً توسط دره‌ها از یکدیگر جدا شده‌اند، بیشتر آن‌ها به وسیله خط الراس‌هایی افقی به هم متصل هستند. علاوه بر این، پهنه‌های سازگاری در طول زمان ثابت نیستند بلکه با تغییر محیط و تکامل ژن‌ها دیگر دگرگون خواهند شد. از این رو بیشتر شبیه یک پهنه شنزار یا یک دریای مواج خواهد بود و باعث تقسیم شدن قله‌های سازگاری یا پیوستن‌شان می‌شوند. علاوه بر این، توجه به این نکته ضروری است که یک پهنه نه یک تابع مطلق که نسبی است.
با توجه به این محدودیت‌ها ذهنی، پهنه‌های سازگاری هنوز هم می‌توانند یک روش آموزنده برای تفکر در مورد تکامل باشند. این امکان‌پذیر است که برخی متغییرهای ناهمواری پهنه مانند تعداد، ارتفاع و پراکندگی قله‌ها را اندازه‌گیری کرد. پهنه سه بعدی ساده‌سازی شده می‌تواند برای نمایش ت می‌توان برخی از پارامترهای ناهمواری پهنه و تعداد اوج، ارتفاع، جدایی و خوشه بندی را اندازه‌گیری کرد. از پهنه‌های سه بعدی ساده شده هم می‌توان برای نمایش بصری ویژگی‌های مربوطه استفاده کرد. علاوه بر این، پهنه‌های سازگاری از زیر مجموعه‌های کوچک از مسیرهای تکاملی ممکن است به صورت تجربی ساخته شده و تجسم شود، ویژگی‌های مانند قله‌ها و دره‌های سازگاری را نمایان کنند. پهنه‌های سازگاری مسیرهای تکاملی، گام‌ها و نقاط نهایی احتمالی تکامل را در بین مجموعه‌ای از جهش‌های فردی نشان می‌دهند.